# Veľká Knola
Veľká Knola (1266 m) – szczyt w Grupie Knoli w Volovskich vrchach na Słowacji, znajdujący się w ich północno-zachodniej części pomiędzy przełęczami Čertová Hlava i Grajnár. Na większej części góry znajduje się chroniony obszar Knola. Szczyt znajduje się w kraju koszyckim, w obrębie wsi Nowa Wieś Spiska i Mlynky. Najbliżej położonymi osadami są Mlynky na zachodzie i Novoveská Huta na północnym wschodzie.
Veľká Knola góruje nad doliną Hnilca. Widoki ze szczytu są jednak ograniczone, gdyż w większości porasta go rzadki las. Przez przerzedzenia można obserwować wiele szczytów i pasm górskich: Čierna hora, Branisko, Čergov, Góry Lewockie, Tatry Wysokie, Kráľova hoľa, Góry Stolickie i Pogórze Rewuckie.

## Dostępność
- żółtym szlakiem z lokalizacji Malá Knola i Pod Muráňom
- niebieskim szlakiem z przełęczy Grajnár